# پروژه آ
پروژه آ (به انگلیسی: Project A) همچنین شناخته شده به عنوان دزدان دریایی، نام یک فیلم سینمایی هنگ کنگی محصول سال ۱۹۸۳ در ژانر رزمی، کمدی و اکشن به کارگردانی و نویسندگی جکی چان، که در فیلم نیز بازی می‌کند. این فیلم در تاریخ ۲۳ دسامبر ۱۹۸۳ در هنگ کنگ منتشر شد.

## بازیگران فیلم
- جکی چان
- سامو هونگ
- یوئن بیائو
- کوان هویی-سان
- دیک وی
- هویی سانگ لی
- مارس
- وو ما
- لولا فونر
- چین کا-لوک [۲]